# Classe Deutschland (nave da battaglia)
La classe Deutschland era una classe di cinque corazzate di tipo pre-dreadnought tedesche. Concepita mentre le navi da battaglia policalibro stavano già diventando obsolete, venne comunque completata. Le sue unità entrarono in servizio dal 1906 al 1908 nella Kaiserliche Marine durante la prima guerra mondiale; tranne una nave affondata nella battaglia dello Jutland, il resto della classe sopravvisse alla guerra; le quattro navi furono tra le otto corazzate obsolete concesse alla Germania dal Trattato di Versailles, entrando così a far parte della Reichsmarine; due di loro entrarono in servizio nella Kriegsmarine partecipando anche alla seconda guerra mondiale.

## Progetto
La classe era una versione ingrandita della precedente classe Braunschweig, dotata di motrici alternative a triplice espansione. La loro costruzione venne decisa nonostante vi fossero già voci sulla costruzione da parte inglese della HMS Dreadnought che avrebbe rivoluzionato le navi da battaglia, in seguito a pressioni di Alfred von Tirpitz, che riteneva necessario per la Kaisermarine un numero elevato di unità. Tale scelta comportò comunque un consistente impiego di risorse a scapito di altre unità di concezione più moderna. La classe venne dotata di 4 cannoni da 280 in torri corazzate binate, e di 14 cannoni da 170 mm in sulle fiancate in casamatta, con uno schema uguale a quello della classe precedente.
Le navi furono, in ordine di entrata in servizio, Deutschland, Hannover, Pommern, Schlesien, e Schleswig-Holstein.

## Vita operativa

### Servizio nella Kaiserliche Marine
La classe, come altre classi tedesche (tra cui anche la classe Braunschweig), ebbe per le sue navi dei nomi geografici. Le navi vennero inserite nella I e II Squadra da battaglia della Hochseeflotte.
Allo scoppio della prima guerra mondiale, la classe, considerata troppo obsoleta per confrontarsi con la flotta britannica, venne destinata a compiti di guardia costiera; nell'ottobre del 1914, la Schlesien e le sue gemelle vennero inviate a Kiel per ricevere dei miglioramenti al loro sistema di protezione subacquea, al fine di renderle più resistenti ai siluri e alle mine. La classe fu tra le unità della Hochseeflotte che fornirono protezione agli incrociatori da battaglia tedeschi impegnati nel bombardamento di Scarborough, Hartlepool e Whitby tra il 15 e il 16 dicembre 1914. Partecipò alla battaglia dello Jutland tra il 31 maggio e il 2 giugno 1916, e le unità vennero schierate in fondo alla linea da battaglia tedesca perché più lente rispetto alle altre corazzate, e quindi dopo l'ordine di inseguimento l'intera divisione venne a scadere rispetto alle più moderne navi da battaglia. Durante la battaglia una delle navi, la Pommern, venne silurata ed affondata.

### Tra le due guerre

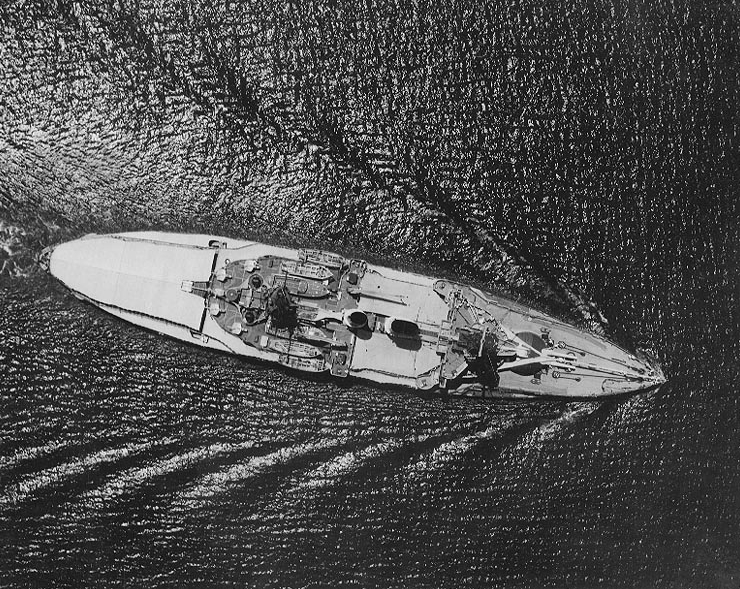
La Schlesien nel canale di Panama nel 1937

A seguito della sconfitta nella prima guerra mondiale, la Marina tedesca (ora denominata Reichsmarine) venne fortemente limitata nel numero e nel tipo delle navi da guerra di cui poteva disporre; in particolare, alla nuova Marina fu permesso di mantenere otto corazzate pre-dreadnought per la difesa costiera. La Schlesien e la Schleswig-Holstein furono tra le navi selezionate per questo compito, e vennero sottoposte ad estesi lavori di ammodernamento nel 1920; oltre alle modifiche alle sovrastrutture e all'armamento, con i cannoni da 170mm sostituiti da più moderni pezzi da 150mm, anche il suo apparato motore fu sostituito, passando ad un sistema misto con caldaie a carbone e a nafta con il quale la velocità massima scese a 16 nodi. Precedentemente alla seconda guerra mondiale, nel 1932, tra i suoi comandanti vi fu Wilhelm Canaris, futuro capo dell'Abwehr. La Deutschland venne demolita nel 1920, mentre la Hannover venne radiata nel 1936 e demolita, nonostante l'idea di farne una nave bersaglio.

### Servizio nella Kriegsmarine

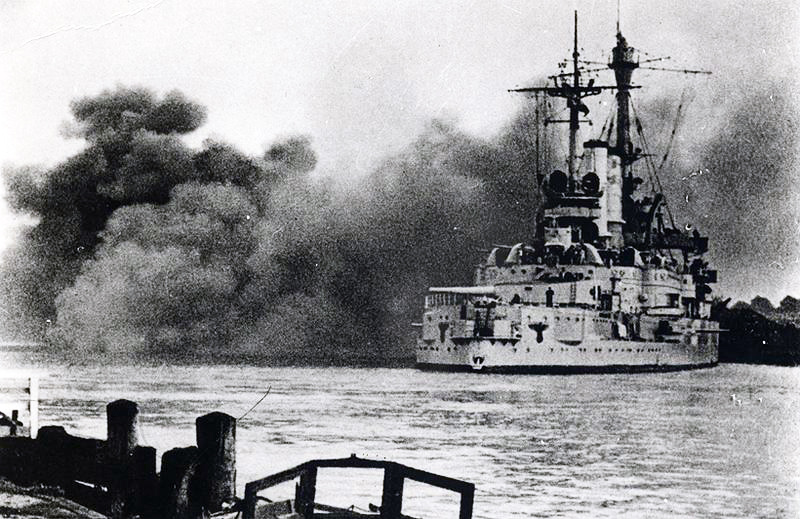
La Schleswig-Holstein apre il fuoco contro la fortezza polacca di Westerplatte

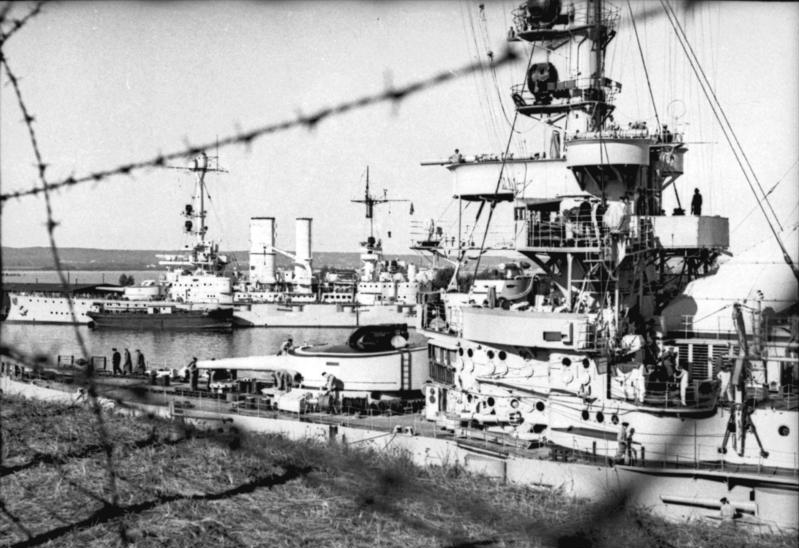
La Schlesien (in secondo piano) e la Schleswig-Holstein a Westerplatte dopo l'occupazione del porto

La Schleswig-Holstein partecipò alle operazioni militari sin dalle prime ore della Campagna di Polonia, affiancata nel corso del mese di settembre del 1939 dalla Schlesien nel bombardamento delle posizioni costiere polacche. In seguito, le due unità presero parte all'Operazione Weserübung, l'invasione tedesca di Norvegia e Danimarca, inquadrate nel Marinegruppe 7 incaricato di occupare i porti danesi di Nyborg e Korsør; la missione si concluse con un successo, senza alcun danno per le vecchie navi.
Nella metà del 1944 venne trasformata in nave antiaerea per il porto di Gotenhafen. Venne affondata in acque basse da una mina nell'aprile 1945 in rotta verso Swinemünde; la sua batteria principale venne usata ancora fino alla resa. La nave venne poi demolita sul posto da una compagnia tedesco-orientale.